# San Pedro Mártir
San Pedro Martir est une île mexicaine située dans le golfe de Californie à mi-distance des côtes de la Basse-Californie et de la Sonora.

## Géographie
San Pedro Martir est située au centre du golfe de Californie et constitue l'île la plus isolée du golfe située à 50 km à l'est-nord-est de la péninsule de Basse-Californie et à 58 km à l'ouest de la côte occidentale du Mexique. L'île fait environ 2,4 km de longueur et 2,1 km de largeur maximale pour 2,729 km2 de superficie totale.
L'île San Pedro Martir est inhabitée et se trouve à 60 km de Bahía Kino (en), la ville la plus proche dans l'État de Sonora sur la côte occidentale du pays.

## Histoire
En 2005, l'île a été classée avec 244 autres au Patrimoine mondial de l'humanité par l'UNESCO comme Îles et aires protégées du Golfe de Californie.